# Krystyna Marek
Krystyna Marek (ur. 11 października 1914 w Krakowie, zm. 30 marca 1993 w Bernie) – polska profesor prawa międzynarodowego związana z ośrodkami akademickimi w Szwajcarii, działaczka emigracyjna.

## Życiorys
Krystyna Marek urodziła się w rodzinie prawników. Jej ojciec, Zygmunt Marek, był działaczem PPS. Po śmierci ojca w 1931 roku przeprowadziła się do Szwajcarii, gdzie ukończyła szkołę średnią. W 1937 roku ukończyła studia na Uniwersytecie Jagiellońskim.
Pracę doktorską z zakresu prawa międzynarodowego obroniła w 1954 roku. Pracowała na Uniwersytecie w Genewie, w 1967 została mianowana profesorem zwyczajnym w Institut International des Hautes Etudes Internationales w Genewie.
Pochowana na cmentarzu Rakowickim w Krakowie.

## Działalność społeczna
W latach 50. była współpracowniczką Radia Wolna Europa. Współpracowała także z paryską "Kulturą". W latach 80. aktywnie włączyła się także w organizację pomocy dla internowanych działaczy "Solidarności".
Kierowane do niej listy Jerzego Stempowskiego wydano pod tytułem Listy z ziemi berneńskiej (Londyn 1974).
Jej dorobek naukowy obejmuje wiele prac związanych z prawem międzynarodowym publicznym. Była członkiem Polskiego Towarzystwa Naukowego na Obczyźnie (od 1962).

## Wybrane publikacje
- Identity and continuity of states in public international law, Genève, Droz, 1954. (reedycja w 1968 roku)
- A Digest of the Decisions of the International Court: Precis de la Jurisprudence de la Cour Internationale, BRILL, 1978
- Jałta po latach, Warszawa, 1985